# Jugendbewegung
La Jugendbewegung (mouvement de jeunesse) est un mouvement culturel et éducatif allemand initié en 1896. Il se compose de nombreuses associations de jeunes qui se concentraient sur des activités de plein air. Le mouvement comprenait le scoutisme allemand et le Wandervogel. En 1938, 8 millions d'enfants avaient rejoint des associations qui se rattachaient au mouvement.
Le mouvement kibboutznik allemand et Bruderhof peuvent faire remonter leurs origines au Mouvement de la jeunesse allemande. L'influence de Friedrich Nietzsche sur le mouvement a été substantielle : le philosophe était décrit comme le « prophète du mouvement de la jeunesse allemande ». Ce mouvement est aussi associé à l'expansion du nudisme en Allemagne.

## Wandervogel
En 1896, le Wandervogel est fondé à Berlin. Largement influencé par des idéaux néo-romantiques, ce premier mouvement de jeunesse prône une fuite loin du monde urbain et industriel de l'Allemagne wilhelmienne et de sa société hiérarchisée et encadrée par les adultes, pour trouver sa liberté et jouir de l'instant notamment par la randonnée, la musique et le retour aux traditions allemandes.
Ces groupes de jeunes recherchant une vie autonome loin des villes se tournèrent vers la nature, la fraternité et l'aventure. Bientôt, des groupes ont été créés et les organisations de jeunes se sont multipliées. Quoique toujours appelées Wandervogel, elles étaient indépendantes du point de vue organisationnel. Néanmoins, le sentiment d'être un mouvement commun demeurait. La Première Guerre mondiale marque profondément ces jeunes.

## Bündische Jugend
Après la Première Guerre mondiale et la capitulation, les dirigeants de ces mouvements de jeunesse ont poursuivi leurs actions, bien que désillusionnés. Il en était de même pour les dirigeants du scoutisme allemand. Ainsi, les deux mouvements ont commencé à s'influencer fortement en Allemagne. Du Wandervogel est venu une culture plus forte de la randonnée, l'aventure, de plus grandes tournées pédestres, le romantisme et une structure de leadership plus jeune. Le scoutisme a apporté des uniformes, des drapeaux, le sens de l'organisation, la mise au point des camps une fois par an et une idéologie plus claire et plus rationnelle. Il y avait aussi l'influence pédagogique de Gustav Wyneken.
Émergea ainsi la Bündische Jugend, mouvement qui regroupait de nombreuses associations de jeunes. Il comprenait des groupes Wandervogel, des associations scoutes et d'autres mouvements de jeunesse. De nouveaux styles et groupes se sont développés. Une nouvelle forme de tente, le Kohte, a été inventée, qui est encore la tente noire typique des scouts allemands dans les camps internationaux. La Deutsche Freischar puis la Jungenschaft furent fondées. Le port de la culotte courte ou Lederhosen était systématique, même en hiver, comme pour quasiment tous les adolescents à l'époque, à l'école et dans toutes leurs activités.

## Des réformes obtenues et des droits pour la jeunesse: la pré-majorité
Ce mouvement a aussi eu des succès législatifs ; il s'agit d'un fait peu connu. Ainsi, sous la république de Weimar, en 1924, a été obtenue une pré-majorité religieuse et scolaire dès 14 ans, permettant ainsi des décisions totalement indépendantes des parents dans ces domaines. Des structures identiques aux mouvements de ce type ont rayonné en Suisse et en Autriche, où des dispositions juridiques similaires ont existé.

## Sous l'Allemagne nazie: l'intégration aux jeunesses hitlériennes ou l'interdiction
Dans le mouvement allemand de la jeunesse, on peut retrouver toutes les réactions de la société allemande dans son ensemble, face à la montée des nazis. Beaucoup de jeunes l'ont accueilli comme un mouvement de liberté pour se libérer de l'injustice perçue du traité de Versailles et pour rendre l'Allemagne plus forte. La notion de Volksgemeinschaft ou « communauté populaire » était également très partagée. D'autre part, il y avait aussi beaucoup de jeunes membres du Mouvement de la jeunesse allemand qui percevaient leurs associations comme une élite supérieure aux associations des jeunes nazis, jugés comme étant plus primitives. Certains groupes du mouvement étaient attachés à la démocratie parlementaire et défendaient les principes de la République de Weimar, d'autres - peu nombreux- étaient favorables à la gauche non communiste. Beaucoup, même certains de ceux qui étaient de tendance favorable aux partis politiques de la droite allemande, voulaient toujours continuer leur travail et leur existence en étant indépendants en tant qu'organisations. Cela conduisit inévitablement à une confrontation avec l'arrivée des nazis au pouvoir, à partir de 1933, puisque l'État nazi ne voulait pas voir des groupes de jeunes indépendants de la Hitlerjugend, qui avait toutefois adopté elle-même plusieurs des formes extérieures de la Bündische Jugend. Peu à peu, les groupes restant en dehors de la jeunesse hitlérienne furent interdits et proscrits, jusqu'à l'interdiction en 1936 de toutes les organisations de jeunes en dehors de la Hitlerjugend.
Une chose qui aurait pu être différente des autres secteurs de la société allemande est la suivante : le Mouvement de la Jeunesse était très idéaliste, romantique et moral. Par conséquent, ses membres ont tendance à prendre de plus grands risques en suivant leurs croyances et leurs persuasions. C'est peut-être la raison pour laquelle il a été trouvé des nombres significatifs d'anciens membres du Mouvement de la Jeunesse des deux côtés : parmi les nazis de la Hitlerjugend et parmi les résistants à l'idéologie nazie (Widerstand), après la dissolution officielle décidée par le gouvernement nazi.
Quelques exemples : Adolf Eichmann était un de leurs membres de 1930 à 1931. Hans Scholl était un membre de la Jungenschaft, une association particulièrement indépendante de la Bündische Jugend. Claus von Stauffenberg était membre de l'association scoute du Neupfadfinder, également association de la Bündische Jugend.

## Après la guerre
Après la guerre,  de nombreuses associations ont été refondues en Allemagne de l'Ouest, lorsque les alliés l'ont permis, après 1949. En Allemagne de l'Est, le gouvernement communiste n'a pas autorisé la renaissance du Mouvement de Jeunesse et a seulement autorisé la création des Jeunesses communistes, qui étaient la suite du mouvement des « pionniers », pour les jeunes avant 14 ans. Mais il y avait quand même des contacts entre le nouveau Mouvement allemand de la jeunesse, recréé en zone occidentale et la Jeunesse allemande libre, organisation créée par le gouvernement communiste est-allemand. 
En Allemagne de l'Ouest, le Mouvement des jeunes est devenu fortement dominé par le scoutisme, bien que Wandervogel, Jungenschaft et d'autres groupes furent également refondés. Contrairement à la situation avant la guerre, tous les groupes ont essayé d'avoir une idéologie plus rationnelle et se sont déclarés favorables à la nouvelle loi fondamentale régissant l'Allemagne fédérale. Le scoutisme ouest allemand s'est également intégré au scoutisme mondial (Organisation mondiale du mouvement scout et Association mondiale des guides et des éclaireuses) et a été admis pour la première fois dans les organisations mondiales.

## Aujourd'hui
Aujourd'hui, il y a encore beaucoup de groupes et d'organisations qui se considèrent comme faisant partie de ce mouvement. Le scoutisme allemand est encore fortement influencé par cette histoire, bien que l'influence historique varie d'un groupe à l'autre. Les traits les plus distinctifs du scoutisme allemand retracent cette histoire. Il existe encore, par ailleurs, des mouvements de revendication de droits pour la jeunesse qui contestent leur statut de « mineur » légal, en particulier Kraetzae.